# Zlaté desky

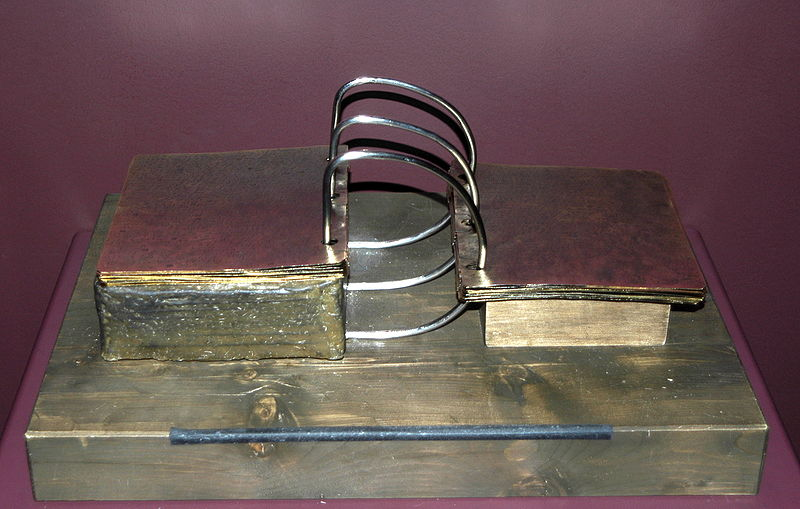
Model Zlatých desek Knihy Mormonovy, zhotovený dle Smithova popisu

Zlaté desky jsou údajný artefakt mormonské víry, podle nichž mormonský zakladatel Joseph Smith přeložil Knihu Mormonovu, svaté písmo mormonismu. Existuje několik údajných svědectví těchto desek, ale jejich existence nebyla nikdy dokázána.
Mormoni věří, že Zlaté desky byly vytvořeny starověkými národy Ameriky a obsahovaly svaté záznamy tehdejšího monoteistického náboženství, které kolem 4.–5. století n. l. zaniklo.

## Pozadí moderního vzniku
Zlaté desky byly údajně v roce 1827 nalezeny mladým americkým farmářem, Josephem Smithem, a to po sérii andělských zjevení a manifestací. Podle mormonské víry byly desky zakopány v kamenné schránce (spolu s několika dalšími věcmi) v pahorku Kumorah ve státě New York.

## Pozadí starověkého vzniku

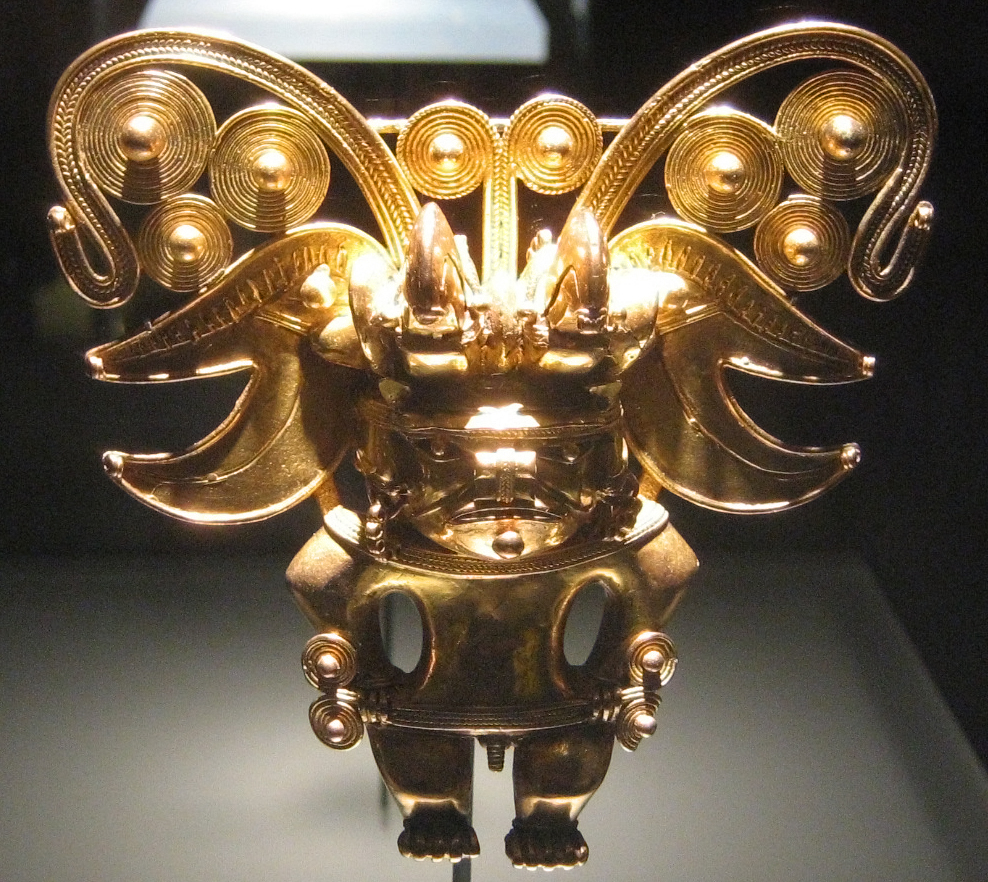
Jeden z mnoha starověkých amerických artefaktů, zhotovených z Tumbagy

Podle mormonské víry vznikaly Zlaté desky v průběhu mnoha staletí (asi od 6. stol. př. n. l. – 4./5. stol. n. l.) a zachycovaly dějiny a náboženské texty, týkající se několika amerických národů a kultur mezi 2. tisíciletím př. n. l. a 5. stoletím n. l.

### Materiál
Podle mormonských historiků nebyly desky ze skutečného zlata, měly pouze „vzhled zlata“. Obsahovaly slitinu zlata a mědi, čímž bylo docíleno zlatého vzezření, ale také lehké váhy a snadného vyrývání symbolů do samotných desek. Samotná slitina je známá ze starověké Ameriky pod názvem tumbaga. Sloužila k výrobě náboženských předmětů a relikvií.
Desky podle svědků vážily asi 25 kg.

### Jazyk

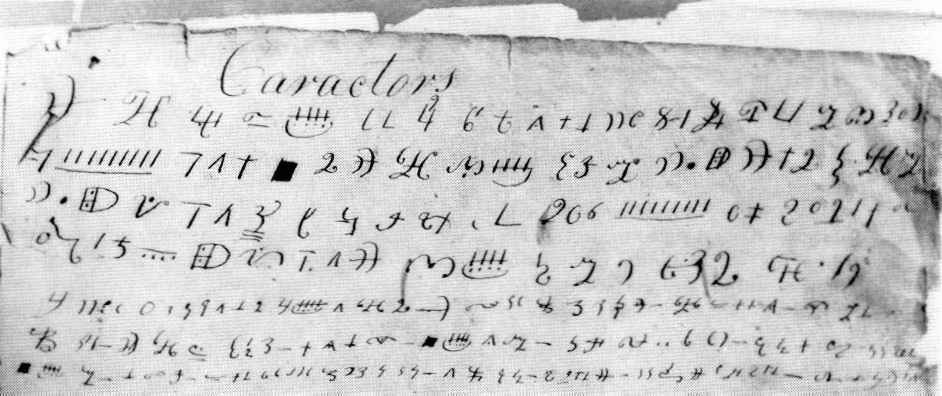
Znaky, které Joseph Smith opsal z údajných Zlatých desek

Text na Zlatých deskách byl údajně zapsán písmem, které bylo postaveno na hebrejském (semitském) a egyptském (hieroglyfickém) základě. badatelé poukazují, že Izraelité už mezi 9. a 6. stoletím př. n. l. užívaly některé egyptské znaky a číslice v hebrejském zápisu.
Joseph Smith během svého „překladu Zlatých desek“ opsal některé znaky, které se na deskách nacházely. Dokument, na němž jsou tyto znaky zaznamenány, se nazývá Anthon Transcript.
Mormonští historikové tvrdí, že znaky, které Joseph Smith ze Zlatých desek přepsal, obsahují prvky staro-amerického písma.

## Kritika desek
Kritika Zlatých desek se zakládá na zřejmém základě – neexistuje žádný důkaz o existenci těchto desek.